# О̄
О̄ (kleingeschrieben о̄, IPA-Aussprache /oː/) ist ein Buchstabe des kyrillischen Alphabets, bestehend aus einem О mit Makron. 
Im Alphabet des Kildinsamischen, das distinktive Länge systematisch markiert, erscheint das Makron auch auf anderen Vokalbuchstaben.